# Национальный фронт свободного альянса
Национальный фронт свободного альянса (исп. Frente Nacional de Alianza Libre), сокращённо НСФА (исп. FNAL) — ультраправая фалангистская организация, созданная бывшим лидером Испанской Фаланги СНСН Мануэлем Эдильей и оппозиционная режиму Франсиско Франко.

## История
История организации НСФА берёт своё начало с раскола в партии «Революционный синдикалистский фронт» в 1967 году. Разногласия в партии возникли между лидером РСФ Нарцисо Пералесом и бывшим лидером Испанской Фаланги СНСН Мануэлем Эдильей.
Из-за несхожести мнений насчёт идей партии и связанности идеологии Революционного синдикалистского фронта с анархо-синдикализмом Мануэль Эдилья покидает партию и в 1968 году создаёт свою организацию под названием «Национальный фронт свободного альянса».
Хоть НСФА и была зарегистрирована как одна из официальных организаций в Испанском Государстве как издательство и объединение кружков по изучению национал-синдикализма, организация продвигала оппозиционные режиму Франсиско Франко взгляды и была долгое время одной из ведущих оппозиционных фалангистских группировок в Испании XX века.
Руководителем НСФА был Мануэль Эдилья с 1968 по 1970 год. После его смерти на должность лидера встал его сподвижник Патрисио Гонсалес де Каналес. В 1976 году НСФА приняла участие в конгрессе по созданию партии «Испанская Фаланга СНСН (подлинная)» (исп. Falange Española de las JONS (Auténtica)), а позже прекратила свою деятельность в 1978 году.